# Anthony Goldstone
Anthony Goldstone est un pianiste britannique né à Liverpool le 25 juillet 1944 et décédé à Alkborough le 2 janvier 2017. Avec son épouse la pianiste Caroline Clemmow, il a formé en 1984 un duo qui  porte le nom de Goldstone & Clemmow.

## Formation et carrière de soliste
Formé au Royal Manchester College of Music, il fut l’élève de Derryck Windham et plus tard de Maria Curcio. Il se distingue par ses nombreux enregistrements de répertoire rare et de premières mondiales.
Il a donné de nombreux concerts sur tous les continents.

## Prix
En 1967, il remporte des prix aux concours internationaux de Munich et de Vienne.
En 1968, il obtient le Gulbenkian Fellowship.

## Discographie

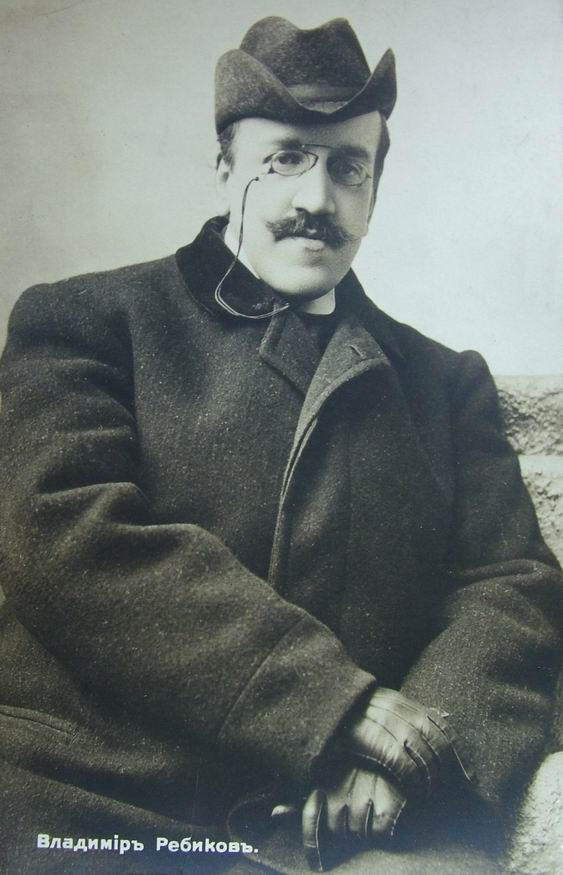
Vladimir Rebikov, compositeur russe (1866-1920)

Il a enregistré plus de 80 CDs pour les labels Divine Art, Toccata Classics, Brilliant Classics,  Albany, Olympia et Amphion. 
Il a contribué à cinq titres d’une série intitulé Russian Piano Music Series, soit de la musique pour piano solo de Vladimir Rebikov, Rheinhold Glière, Sergeï Lyapunov, Anton Arensky et Modeste Moussorgsky. Pour ce dernier disque, il a interprété Les Tableaux d'une exposition à partir du manuscrit original du compositeur.

## Carrière de pianiste duettiste
Le répertoire du duo Goldstone & Clemmow comporte plusieurs premières mondiales pour piano quatre mains, notamment des transcriptions de symphonies telles que la 9e d’Antonin Dvorak, la 4e de Piotr Tchaikovsky, le 5e de Ralph Vaughan Williams, Peer Gynt d’Edvard Grieg et son Concerto en la mineur pour piano, et Shéhérazade de Nikolai Rimsky-Korsakov.
Leur album intitulé Magical Places contient quatre premières mondiales soit des transcriptions pour piano quatre mains d'Une nuit sur le mont Chauve de Modest Moussorgsky, Escales de Jacques Ibert, Le lac enchanté d’Anatoly Lyadov, et Four Sea Interludes from Peter Grimes de Benjamin Britten
Le duo Goldstone & Clemmov ont enregistré des œuvres dans des versions pour deux pianos dont The Planets de Gustav Holst.
Une ré-édition de l'intégrale de l’œuvre pour un piano à quatre mains de Franz Schubert, originellement enregistrée pour le label Olympia en 1998-99, est sortie en 2017 sur le label Divine Art. Cette intégrale comporte sept CDs.